# Larressore
Larressore (en euskera: Larresoro) es una localidad y comuna francesa situada en el departamento de Pirineos Atlánticos, en la región de Aquitania y el territorio histórico vascofrancés de Labort.

## Geografía
La comuna se encuentra recorrida por el curso del Nive, afluente del Adur, y limita al norte con Ustaritz, al noreste con Halsou y Jatxou, al este con Cambo-les-Bains y al sur con Espelette y Itxassou.

## Demografía
| Gráfica de evolución demográfica de Larressore entre 1800 y 2012 |
|                                                                  |

Fuentes: Ldh/EHESS/Cassini e INSEE.

## Economía
Larressore es un centro de elaboración de conservas de pimiento de Espelette en diversos condicionamientos. También dispone de un taller artesanal para la fabricación de Makilas, bastones de campo tradicionales vascos.